# کرون نروژ
کرون (به نروژی: krone) تلفظ [ˈkɾu:nə] (یا کرونا krona) (نماد: kr; کد ایزو ۴۲۱۷: NOK) یکای پول نروژ است. حالت جمع آن به نروژی کرونر (به نروژی: kroner) یا کرونور(به نروژی: kronor)است؛ هر کرون به ۱۰۰ اوره (به نروژی: øre) بخش می‌شود هرچند سکه‌های اوره امروزه دیگر ضرب نمی‌شوند و در سال ۲۰۱۲ از گردش خارج شده اعتبار خود را از دست دادند، در عوض به شکل الکترونیک به حیات خود ادامه می‌دهند.

## واژه‌شناسی
واژه کرون به معنی تاج است. این واژه ریشه در زبان لاتین دارد.

## بیرون از نروژ
کرون نروژ به طور غیررسمی در بسیاری از فروشگاه‌های سوئد و فنلاند که به مرزهای نروژ نزدیکند و شهرهای بندری هیرتشال و فردریکشاوون در دانمارک پذیرفته می‌شود. خرید بیرون از مرزهای نروژ امری پذیرفته شده میان مردم نروژ است زیرا خرید کالاهایی همچون تنباکو و الکل درون نروژ مالیات سنگینی را به بار می‌آورد. نروژی‌ها در سال ۲۰۱۰، ۱۰٫۵ میلیارد کرون و در سال ۲۰۱۵، ۱۴٫۱ میلیارد کرون برای این شیوه از خرید برون‌مرزی خرج کردند.

## سکه‌ها
واپسین مجموعه سکه‌ها میان سال‌های ۱۹۹۴ تا ۱۹۹۸ ضرب شد. این مجموعه سکه‌ای ۵۰ اوره‌ای را نیز در بر می‌گرفت هرچند با خروج آن از گردش در ۱ مه ۲۰۱۲ تبدیل به واپسین سکه از نوع خود شد. هم‌اکنون سکه‌های ۱، ۵، ۱۰ و ۲۰ کرونی در گردشند.
| سکه‌های در گردش | سکه‌های در گردش | سکه‌های در گردش | سکه‌های در گردش | سکه‌های در گردش | سکه‌های در گردش | سکه‌های در گردش             | سکه‌های در گردش | سکه‌های در گردش | سکه‌های در گردش | سکه‌های در گردش      |
| نگاره          | نگاره          | بها            | پارامترهای فنی | پارامترهای فنی | پارامترهای فنی | پارامترهای فنی             | شرح            | شرح            | شرح            | تاریخ نخستین انتشار |
| رو             | پشت            | بها            | قطر            | ضخامت          | جرم            | جنس                        | لبه            | رو             | پشت            | تاریخ نخستین انتشار |
| -------------- | -------------- | -------------- | -------------- | -------------- | -------------- | -------------------------- | -------------- | -------------- | -------------- | ------------------- |
|                |                | ۱ kr           | ۲۱ mm          | ۱٫۷ mm         | ۴٫۳۵ g         | کوپرونیکل ۷۵٪ مس, ۲۵٪ نیکل | هموار          | هارالد پنجم    | غازماکیان‌مان   | ۱۹۹۷                |
|                |                | ۵ kr           | ۲۶ mm          | ۲ mm           | ۷٫۸۵ g         | کوپرونیکل ۷۵٪ مس, ۲۵٪ نیکل | کنگره‌دار       | نشان سنت اولاف | برگ‌های پای خرس | ۱۹۹۸                |
|                |                | ۱۰ kr          | ۲۴ mm          | ۲ mm           | ۶٫۸ g          | ۸۱٪ مس, ۱۰٪ روی, ۹٪ نیکل   | کنگره‌دار مقطعی | هارالد پنجم    | سقف کلیسا      | ۱۹۹۵                |
|                |                | ۲۰ kr          | ۲۷٫۵ mm        | ۲٫۲ mm         | ۹٫۹ g          | ۸۱٪ مس, ۱۰٪ روی, ۹٪ نیکل   | هموار          | هارالد پنجم    | کشتی وایکینگی  | ۱۹۹۴                |

### شباهت به سکه‌های دیگر
شباهت بسیار سکه ۱۰ لیره سوریه با سکه ۲۰ کرون نروژ، مایه فریب خوردن دستگاه‌های فروش خودکار می‌شود. از این رو در ۱۸ فوریه ۲۰۰۶ شرکت پستی پستن نرژه به فعالیت بسیاری از این دستگاه‌ها پایان داد. در تابستان سال ۲۰۰۵ نیز مردی به دلیل سواستفاده از این شباهت در شهر بروم به ۳۰ روز حبس تعلیقی محکوم شد.

## اسکناس‌ها
| نگاره | نگاره | بها      | ابعاد (میلی‌متر) | رنگ | رنگ     | شرح           | شرح                                           | تاریخ نخستین انتشار |
| رو    | پشت   | بها      | ابعاد (میلی‌متر) | رنگ | رنگ     | رو            | پشت                                           | تاریخ نخستین انتشار |
| ----- | ----- | -------- | --------------- | --- | ------- | ------------- | --------------------------------------------- | ------------------- |
|       |       | ۵۰ kr    | ۱۲۶ × ۷۰        |     | سبز     | برج فانوس     | برج فانوس، ملاقه بزرگ                         | ۲۰۱۸                |
|       |       | ۱۰۰ kr   | ۱۳۳ × ۷۰        |     | قرمز    | کشتی وایکینگی | کشتی، کره، شکارچی                             | ۲۰۱۷                |
|       |       | ۲۰۰ kr   | ۱۴۰ × ۷۰        |     | آبی     | ماهی روغن     | قایق و تور ماهیگیری                           | ۲۰۱۷                |
|       |       | ۵۰۰ kr   | ۱۴۷ × ۷۰        |     | نارنجی  | کشتی نجات     | سکوی نفتی، خط لوله گاز از دریای شمال، شاخ‌قوچی | ۲۰۱۸                |
|       |       | ۱,۰۰۰ kr | ۱۵۴ × ۷۰        |     | ارغوانی | موج دریا      | افق، مولکول آب                                | ۲۰۱۹                |

## کشورهای دیگر که کرون یکای پول آن‌هاست یا در دوره‌ای یکای پول آن‌ها بوده
| نام کشور   | یکای پول "کرون" |
| ---------- | --------------- |
| استونی     | کرون استونی     |
| اسلواکی    | کرونای اسلواکی  |
| ایسلند     | کرونا ایسلند    |
| جمهوری چک  | کرون چک         |
| جزایر فارو | کرون فاروئی     |
| دانمارک    | کرون دانمارک    |
| سوئد       | کرون سوئد       |
| نروژ       | کرون نروژ       |